# Geneviève Levy

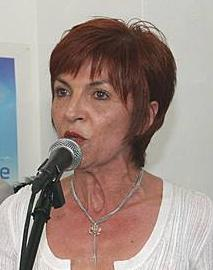
Geneviève Levy

Geneviève Levy (geboren am 24. Februar 1948 in Marseille (Bouches-du-Rhône)) ist eine französische Politikerin.
Levy wurde am 14. Juni 2002 im 1. Wahlkreis des Département Var in erstmals in die Nationalversammlung gewählt, sie wurde 2012 und 2017 erneut gewählt.
Sie gehörte im Parlament zur Fraktion der UMP, später zu der der Republikaner.

## Leben und Wirken
Nach dem Wahlsieg des Front National in Toulon wurde sie 1995 Vorsitzende der Touloner Sektion der LICRA.
Bei den Parlamentswahlen 1997 war sie Ersatzkandidatin für Philippe Goetz, der jedoch im zweiten Wahlgang unterlag.
2001 kandidierte sie bei den Kommunalwahlen auf der Liste von Hubert Falco, der die Kommunalwahl in diesem Jahr mit großem Vorsprung gewann.  Nach ihrer Wahl wurde sie zur zweiten stellvertretenden Bürgermeisterin ernannt, sie war für das Kulturerbe und die Solidarität zuständig. Sie war außerdem Mitglied des Gemeinderats des Gemeindeverbands Toulon Provence Méditerranée.
Im Juni 2002 wurde sie im zweiten Wahlgang gegen die bisherige Abgeordnete Odette Casanova mit 69,3 % der Stimmen zur Abgeordneten des 1. Wahlkreises des Departements Var gewählt. Sie wurde im Juni 2007 im ersten Wahlgang mit 57,89 % der Stimmen wiedergewählt.
Nachdem die Liste von Hubert Falco bei den Kommunalwahlen 2008 im ersten Wahlgang mit über 65 % der Stimmen gewonnen hatte, wurde sie erste stellvertretende Bürgermeisterin.
Sie unterstützte die Kandidatur von François Fillon für den Vorsitz der UMP auf dem Parteitag im Herbst 2012.
Sie wurde am 17. Juni 2012 im zweiten Wahlgang der Parlamentswahlen mit 62,52 % der Stimmen erneut zur Abgeordneten gewählt. 2017 wurde sie mit 55,18 % der abgegebenen Stimmen im zweiten Wahlgang wiedergewählt. Eine im März 2020 erschienene Untersuchung der Journalisten Simon Fontvieille und Jean-Baptiste Malet enthüllte, dass Levy bei dieser Wahl von einem technischen Fehler an der Wahlurne  profitiert hatte.
Sie unterstützte die Kandidatur von Laurent Wauquiez beim Parteitag der Republikaner 2017, bei dem der Parteivorsitzende gewählt wurde.
Am 12. April 2022 kündigte sie an, Les Républicains zu verlassen, und kritisierte die Weigerung einiger ihrer Mitglieder, im zweiten Wahlgang der Präsidentschaftswahlen zur Stimmabgabe für Emmanuel Macron aufzurufen.

## Sonstige Mandate
- Stellvertretende Bürgermeisterin von  Toulon, Var von 2001 bis 2017, zuständig für Solidarität
- Mitglied im Rat der  Métropole Toulon-Provence-Méditerranée